# Silvio Vella
Silvio Vella (ur. 8 lutego 1967 w Toronto) – maltański piłkarz grający na pozycji środkowego obrońcy. W swojej karierze rozegrał 90 meczów w reprezentacji Malty i strzelił w nich 1 gola.

## Kariera klubowa
Karierę piłkarską Vella rozpoczynał w klubie Rabat Ajax. W 1985 roku awansował do kadry pierwszej drużyny i wtedy też zadebiutował w niej w maltańskiej Premier League. W debiutanckim sezonie wywalczył z Rabatem tytuł mistrza Malty. W Rabacie występował do końca sezonu 1993/1994. W tamtym sezonie został wybrany Piłkarzem Roku na Malcie.
W 1994 roku Vella został piłkarzem Hiberniansu FC. W sezonie 1994/1995 wywalczył z Hiberniansem mistrzostwo Malty, a sukces ten powtórzył także w sezonie 2001/2002. W sezonie 1997/1998 zdobył z Hiberniansem swój jedyny w karierze Puchar Malty. W 2002 roku zakończył w Hiberniansie swoją karierę sportową.
| Sezon   | Klub          | Kraj  | Rozgrywki      | Mecze | Bramki |
| ------- | ------------- | ----- | -------------- | ----- | ------ |
| 1985/86 | Rabat Ajax    | Malta | Premier League | 11    | 0      |
| 1986/87 | Rabat Ajax    | Malta | Premier League | 12    | 1      |
| 1987/88 | Rabat Ajax    | Malta | First Division | ?     | ?      |
| 1988/89 | Rabat Ajax    | Malta | Premier League | 15    | 0      |
| 1989/90 | Rabat Ajax    | Malta | First Division | ?     | ?      |
| 1990/91 | Rabat Ajax    | Malta | Premier League | 16    | 1      |
| 1991/92 | Rabat Ajax    | Malta | Premier League | 17    | 3      |
| 1992/93 | Rabat Ajax    | Malta | Premier League | 18    | 3      |
| 1993/94 | Rabat Ajax    | Malta | Premier League | 18    | 0      |
| 1994/95 | Hibernians FC | Malta | Premier League | 17    | 1      |
| 1995/96 | Hibernians FC | Malta | Premier League | 13    | 1      |
| 1996/97 | Hibernians FC | Malta | Premier League | 25    | 2      |
| 1997/98 | Hibernians FC | Malta | Premier League | 24    | 2      |
| 1998/99 | Hibernians FC | Malta | Premier League | 19    | 0      |
| 1999/00 | Hibernians FC | Malta | Premier League | 23    | 0      |
| 2000/01 | Hibernians FC | Malta | Premier League | 22    | 2      |
| 2001/02 | Hibernians FC | Malta | Premier League | 18    | 0      |

## Kariera reprezentacyjna
W reprezentacji Malty Vella zadebiutował 18 października 1988 roku w przegranym 0:2 towarzyskim meczu z Izraelem, rozegranym w Beer Szewie. W swojej karierze grał między innymi w: eliminacjach do MŚ 1990, Euro 92, MŚ 1994, Euro 96, MŚ 1998 i Euro 2000. Od 1988 do 2000 roku rozegrał w kadrze narodowej 90 meczów i strzelił w nich 1 gola.

## Kariera trenerska
W czerwcu 2010 został trenerem Rabatu Ajax.